# Miracles
Miracles es una canción de la banda Coldplay. Fue escrita y grabada en el 2014 para la película Unbroken, dirigida por Angelina Jolie. La canción se dio a conocer el 11 de diciembre de 2014, y lanzado como sencillo de la banda sonora de la película a través de Parlophone y Atlantic Records. La canción fue acompañada por un vídeo lírico que salió el 22 de diciembre del mismo año.
La canción fue bien recibida por los críticos, quienes elogiaron su sensación edificante y de himno. Varias fuentes señalaron que podría ser un serio contendiente para la Academy Award for Best Original Song, sin embargo, actualmente no ha tenido una nominación.
- Datos: Q18636099